# قانون جوي (إدارة)
في الإدارة، يشير قانون جويز إلى المبدأ القائل بأنه "لا يهم ما أنت عليه فدائمًا ما يعمل أذكى الأشخاص لصالح شخص آخر"، وهو منسوب للشريك المؤسس لشركة صن ميكروسيستمز بيل جوي. وفي الحوسبة، قدم بيل جوي تقديرات عن زيادة أداء المعالج الدقيق.